# Режим ядра
Режим супервизора, привилегированный режим, режим ядра (англ. kernel mode) — привилегированный режим работы процессора, как правило, используемый для выполнения ядра операционной системы.
В данном режиме работы процессора доступны привилегированные операции, такие, как операции ввода-вывода к периферийным устройствам, изменение параметров защиты памяти, настроек виртуальной памяти, системных параметров и прочих параметров конфигурации. Как правило, в режиме супервизора или вообще не действуют ограничения защиты памяти, или же они могут быть произвольным образом изменены, поэтому код, работающий в данном режиме, как правило, имеет полный доступ ко всем системным ресурсам (адресное пространство, регистры конфигурации процессора и так далее). Во многих типах процессоров это наиболее привилегированный режим из всех доступных режимов.
У некоторых современных процессоров может присутствовать ещё более привилегированный режим гипервизора, как правило, используемый с целью виртуализации, то есть обеспечения параллельной работы сразу нескольких операционных систем на одном процессоре. В этом случае настройки, сделанные из режима гипервизора, могут вносить некоторые ограничения на прямой доступ к системным ресурсам и периферии из режима супервизора с целью предоставить гипервизору возможность арбитража и разграничения доступа к системным ресурсам и периферии незаметно для работающих параллельно операционных систем.